# Ravensberger Land
Das Ravensberger Land  ist eine Kulturlandschaft in Ostwestfalen-Lippe im Nordosten Nordrhein-Westfalens. Es liegt zwischen Wiehengebirge im Norden, Teutoburger Wald im Süden, der Landesgrenze zu Niedersachsen im Westen sowie dem großen Weserbogen und der lippischen Kreisgrenze im Osten. Es umfasst somit im Wesentlichen den westfälischen Teil des Ravensberger Hügellandes. Die bedeutendsten Städte sind Bielefeld (mit seinen nördlichen und zentralen Stadtbezirken), Herford, Bad Oeynhausen und Bünde.
Merkmale der Landschaft sind eine alte intensive landwirtschaftliche Nutzung unter den besonderen Bedingungen des Lößhügellandes, vielfältige Industrie und eine hohe Bevölkerungsdichte. Geschichtlich ist der Raum durch die jahrhundertelange Zugehörigkeit zu Preußen geprägt. Bis ins 20. Jahrhundert hinein war seine Bevölkerung rein evangelisch-lutherisch und bediente sich einer gemeinsamen Mundart, des Ravensberger Platt.
Das Ravensberger Land ist ausdrücklich nicht gleichzusetzen mit dem Naturraum der Ravensberger Mulde oder dem Territorium der Grafschaft Ravensberg. Oft wird übersehen, dass diesen drei Begriffen jeweils unterschiedliche Sinnzusammenhänge zugrunde liegen und ihre Bezugsräume, trotz großer Überschneidungen, nicht deckungsgleich sind.

## Geografie

### Abgrenzung
Das Ravensberger Land ist umgeben von den Kulturlandschaften des Minden-Lübbecker-Landes im Norden und Nordosten, des Lipperlandes im Südosten, des Ostmünsterlandes im Südwesten und Osnabrücker Landes im Westen.
Die Kämme der Mittelgebirge markieren deutliche natürliche Grenzen nach Norden und Südwesten und bilden zugleich die Scheidelinie zwischen innerem Hügelland und umliegendem Tiefland. Beides hat eine unterschiedliche kulturlandschaftliche Entwicklung bewirkt, obwohl geschichtlich, konfessionell, teilweise auch mundartlich durchaus enge Verbindungen in diese Richtungen bestehen.
Umgekehrt verhält es sich nach Südosten und Westen hin, wo sich das Hügelland zunächst fortsetzt und eine Veränderung im Landschaftsbild nicht feststellbar ist. Hier waren die politischen Trennlinien entscheidend, wie sie sich seit dem 17. Jahrhundert herausgebildet hatten, als die Teilgebiete des Ravensberger Landes, anders als Lippe und Osnabrück, an (Brandenburg-)Preußen fielen. Zeitweilig regelrechte Staatsgrenzen darstellend, sind diese Trennlinien als westfälisch-lippische Grenze bzw. Landesgrenze zu Niedersachsen noch heute im Bewusstsein der Bevölkerung vorhanden.
Somit ist das Ravensberger Land wie wenige andere Kulturlandschaften sehr klar abgrenzbar.

### Gebiet
Das Ravensberger Land umfasst den ganzen Kreis Herford bis auf den Vlothoer Stadtteil Uffeln, im Kreis Minden-Lübbecke die Kommunen Bad Oeynhausen und Hüllhorst, im Kreis Gütersloh Werther und einen kleinen nördlichen Teil Borgholzhausens, schließlich die Bielefelder Stadtbezirke Mitte, Dornberg, Gadderbaum, Heepen, Jöllenbeck, Schildesche und Stieghorst, zusammen etwa 755 km² mit rund 580.000 Einwohnern (2005).
Auch südlich des Teutoburger Waldes, d. h. im Südteil Bielefelds und im nordwestlichen Kreis Gütersloh, identifiziert man sich manchmal mit dem Begriff „Ravensberger Land“. Dabei liegt jedoch ein anderes, rein historisches Kriterium zugrunde, nämlich die frühere Zugehörigkeit zur Grafschaft Ravensberg, deren gräflicher Stammsitz von ca. 1080 bis 1346 die auf einem südlichen Nebenkamm des Teutoburger Waldes im heutigen Kreis Gütersloh gelegene Burg Ravensberg war. Kulturlandschaftlich steht dieses Gebiet dem Münsterland näher.

### Naturraum
Das Ravensberger Land wird zum größten Teil durch Hügelland gebildet, dazu kommen die zugewandten Hänge von Wiehen und Teutoburger Wald und das naturräumlich zum Lipper Bergland zählende Gebiet um Vlotho. Das Hügelland ist überwiegend lößbedeckt und somit sehr fruchtbar, in Verbindung mit den relativ hohen Niederschlägen hat Schüttler den Begriff „Feuchtbörde“ geprägt. Zahlreiche Bachläufe, die von Menschenhand umgestalteten Sieke, haben sich tief eingeschnitten und dem Land ein kuppiertes Relief gegeben. Es wird durch die Werre und ihre Nebenflüsse Else und Aa zur Weser hin entwässert, welche im Nordosten das Gebiet noch berührt. Während im Hügelland infolge der intensiven Landwirtschaft die ursprünglichen Eichen-Hainbuchen-Wälder fast ganz verschwunden sind, findet sich an den jäh aufsteigenden Gebirgshängen dichter, forstwirtschaftlich genutzter Mischwald.

## Geschichte

### Politische und Begriffsgeschichte

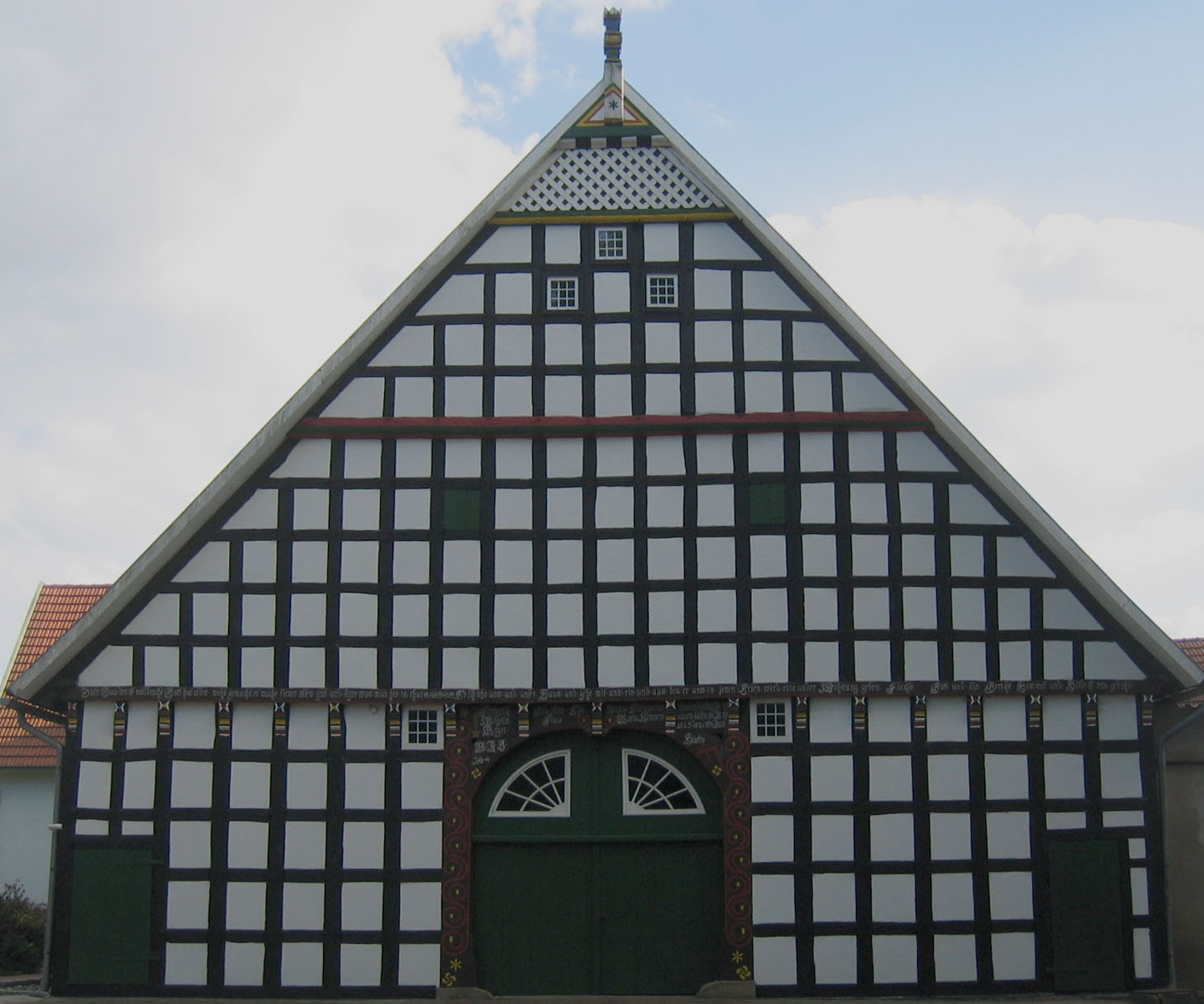
Vierständerhof im Ravensberger Land. Typisch ist die schwarz-weiße Farbgebung und der Geckpfahl als Giebelschmuck.

Das Gebiet war im Mittelalter aufgeteilt zwischen der Grafschaft Ravensberg, dem Hochstift Minden und dem Stift bzw. der Reichsstadt Herford. Im 17. Jahrhundert kamen die drei inzwischen vollständig lutherisch gewordenen Territorien Herford, Ravensberg und das Fürstentum Minden an Brandenburg-Preußen und wurden 1719 im Verwaltungsgebiet Minden-Ravensberg vereint.
In der Folge ging der Name Ravensberg von der Grafschaft auf den durch die Mittelgebirge klar abgegrenzten Kernraum Minden-Ravensbergs über und damit auch auf ehemals mindische Gebiete, begünstigt durch die seit alters her bestehenden kulturlandschaftlichen Gemeinsamkeiten im Raum der Ravensberger Mulde. Gegenüber den dahingehend ähnlich geprägten Nachbargegenden um Melle und in Lippe wirkten nun jedoch die politischen Grenzen verstärkt weiter, zusätzlich kamen gewisse konfessionelle Gegensätze hinzu. Anders als das lutherische Minden-Ravensberg war das Osnabrücker Land lutherisch-katholisch gemischt und gelangte an Hannover, das calvinistische Lippe blieb lange unabhängig. Im 19. Jahrhundert wurde das Ravensberger Land stark durch den lutherischen Pietismus und die Erweckungsbewegung erfasst. Vor allem durch die Predigt und Missionstätigkeit des lutherischen Pfarrers Johann Heinrich Volkening kam es zu einem erheblichen Anwachsen zahlreicher Kirchengemeinden. Eine besondere Ausprägung fand die Frömmigkeit in der Posaunenchorbewegung, die unter Johannes Kuhlo von Bielefeld-Bethel aus deutschlandweit in evangelische Regionen ausstrahlte. Einen weiteren Ausdruck fand die Erweckung in der Diakonie durch Gründungen Volkenings und Friedrich von Bodelschwinghs.
Der sich nun allmählich einbürgernde Begriff Ravensberger Land beschrieb somit eine Landschaft, die in politischer, konfessioneller und mit Beginn der Industrialisierung immer mehr auch wirtschaftlicher Hinsicht eine eigene Prägung aufwies, mithin eine eigene Kulturlandschaft darstellte.
Nach dem kurzen Zwischenspiel der Napoleonischen Zeit gehörte das Gebiet ab 1815 zum Regierungsbezirk Minden in der preußischen Provinz Westfalen. Auf unterer Verwaltungsebene lagen der Kreis Bünde, der Kreis Herford (seit 1878 auch der neugebildete Stadtkreis Bielefeld) ganz, der (Land-)Kreis Bielefeld überwiegend und die Kreise Halle (Westf.), Lübbecke und Minden zu kleineren Teilen im Ravensberger Land.
1946/47 ging die Provinz Westfalen mit dem Ende Preußens im neugebildeten Land Nordrhein-Westfalen auf, auf Kreisebene besteht seit 1973 die oben angeführte Verwaltungseinteilung.

### Siedlungsgeschichte

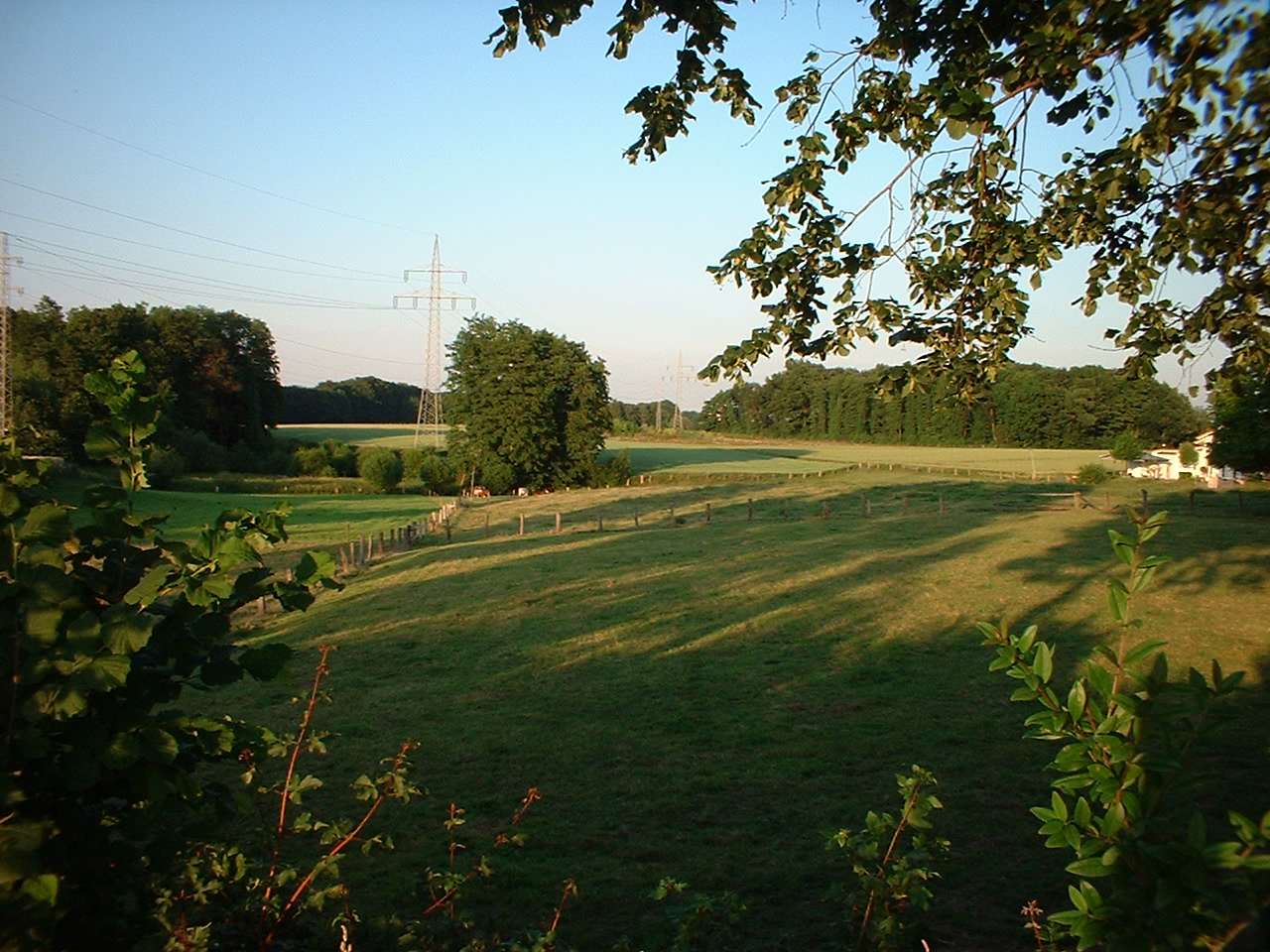
Typische Ravensberger Landschaft bei Bünde

Die fruchtbaren Lößböden haben zu einer frühzeitigen Besiedlung des Gebietes geführt. Die ältesten Kerne der Siedlungslandschaft reichen in die altsächsische Zeit zurück. Schon für die vorrömische Eisenzeit sind Siedlungsspuren archäologisch nachgewiesen worden. Vornehmlich im 18. Jahrhundert erfolgten dann die großflächige Rodung der waldtragenden Niederungen und die Umwandlung in Grün- und Ackerland. So sind heute nur noch die umliegenden Bergländer durchgehend bewaldet.
Die Landschaft des Ravensberger Hügellandes wird allgemein als Parklandschaft charakterisiert. Typisch dafür sind relativ zahlreiche Feldgehölze und Gebüsche innerhalb der überwiegend als Acker und Grünland genutzten Feldflur und eine ursprünglich ausgeprägte Streusiedlung, d. h. neben kleinen Dorfkernen waren zahlreiche Einzelhöfe vorhanden, die mit Fachwerkgebäuden und Eichkämpen für den landschaftlichen Reiz dieses Gebietes von wesentlicher Bedeutung waren.
Die Fruchtbarkeit des Gebietes führte zusammen mit Heuerlingswesen und dem geltenden Anerbenrecht im 18. und frühen 19. Jh. zu Überbevölkerung und zur Verarmung großer Bevölkerungsteile, die auch durch die genannte Binnenkolonisation (Markenteilung) nicht aufgefangen werden konnte. Erst durch eine erhebliche, tlw. vom preußischen Staat forcierte, breitgefächerte Industrialisierung im Anschluss an den Bau der Köln-Mindener Eisenbahn gelang es allmählich, die stetig weiterwachsende Bevölkerung in Lohn und Brot zu bringen, trotzdem gab es noch lange eine starke Abwanderung, v. a. nach Amerika. Die Verbindung von weiterhin bestehender ländlicher Prägung mit starken industriellen Einflüssen war ein typisches Merkmal des Ravensberger Landes bis weit ins 20. Jahrhundert hinein.
Die Zeit nach dem Zweiten Weltkrieg brachte einen erneuten Bevölkerungszuwachs durch Heimatvertriebene, auch die weiterhin prosperierende Wirtschaft zog Zuwanderer an. Heute steht Bielefeld (das allerdings im Süden über das Ravensberger Hügelland hinausreicht) unter den deutschen Großstädten an 18. Stelle und der Kreis Herford gehört zu den dichtestbesiedelten (Land-)Kreisen Deutschlands. Das Gebiet bildet den Kernraum des Verdichtungsraumes Gütersloh-Bielefeld-Herford-Minden.
Die hohe Bevölkerungsdichte in Verbindung mit den besonders ab Mitte des 20. Jh. steigenden Ansprüchen an Wohnraum, Mobilität und Infrastruktur schränken den alten Reiz der Ravensberger Kulturlandschaft immer mehr ein. Zu nennen wären hier v. a. die massive Zersiedelung und die Zerschneidung der Landschaft durch den Straßenbau. Außerdem nahm vielerorts die Kommunalpolitik im Zuge der Modernisierungswelle seit den 1960er Jahren wenig Rücksicht auf die historische bäuerliche Bausubstanz.